# Sterlina dell'Africa occidentale
La sterlina è stata la valuta dell'Africa Occidentale Britannica, un gruppo di colonie, protettorati e mandati britannici. Era equivalente a una sterlina britannica (£) ed era similarmente suddivisa in 20 scellini (s), ciascuno pari a 12 pence (d).

## Storia
Nel XIX secolo, la sterlina britannica divenne la valuta dei territori dell'Africa Occidentale Britannica, dove iniziarono a circolare le monete emesse nel Regno Unito. I territori dell'Africa occidentale interessati erano la Nigeria, la Costa d'Oro (l'attuale Ghana), la Sierra Leone e il Gambia.
Nel 1912 le autorià di Londra costituirono il West African Currency Board, che cominciò a emettere una serie di sterline specifiche per l'utilizzo nell'Africa Occidentale Britannica. Tale decisione fu presa poiché le monete inviate nei territori dell'Africa occidentale tendevano a lasciare tale regione per tornare in circolazione nel Regno Unito, causando localmente una scarsità di moneta. Si ritenne quindi che una versione di monete in sterline emessa specificatamente per essere destinata all'Africa occidentale e non accettabile in Gran Bretagna sarebbe rimasta in circolazione a livello locale.
In precedenza, solo l’Australia, nel 1910, aveva iniziato a emettere la propria versione di monete in sterline, ma per ragioni abbastanza diverse. Le autorità australiane infatti emisero monete locali come primo passo verso l’introduzione di una valuta separata, che avrebbe dovuto avere un tasso di cambio flessibile rispetto alla sterlina. Per l’Africa Occidentale Britannica invece non vi era nessun progetto di questo tipo. Con l'eccezione della Giamaica, dove furono emesse monete speciali di basso taglio al posto delle monete di rame britanniche, a causa delle superstizioni locali sull'uso delle monete in rame per le offerte ecclesiastiche, le autorità di Londra non sostituirono le monete in sterline con emissioni locali in nessun'altra colonia britannica.
La sterlina dell'Africa Occidentale Britannica fu adottata anche in Liberia nel 1907, in sostituzione del dollaro liberiano. La Liberia passò poi al dollaro statunitense nel 1943.
Il Togo e il Camerun adottarono la valuta dell'Africa occidentale rispettivamente nel 1914 e nel 1916 quando le truppe britanniche e francesi presero il controllo di quelle colonie al posto della Germania durante la prima guerra mondiale.
A partire dal 1958, la sterlina dell'Africa occidentale fu sostituita da valute locali nei singoli territori:
| Paese              | Data | Nuova valuta        | Tasso di conversione dalla sterlina dell'Africa Occidentale |
| Ghana              | 1958 | Sterlina ghanese    | 1                                                           |
| Nigeria            | 1958 | Sterlina nigeriana  | 1                                                           |
| Camerun britannico | 1961 | Franco CFA (CEMAC)  | 700                                                         |
| Sierra Leone       | 1964 | Leone sierraleonese | 2                                                           |
| Gambia             | 1965 | Sterlina gambiana   | 1                                                           |

## Monete

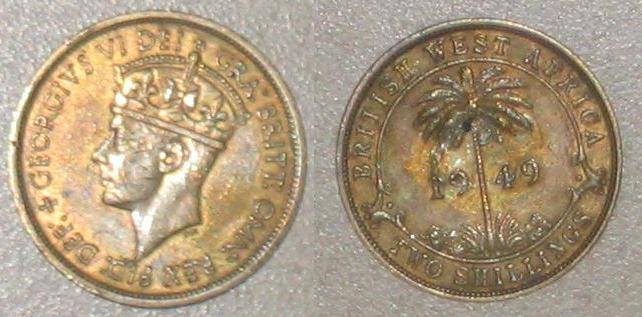
Moneta da due scellini del 1949

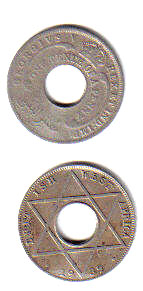
Monete da 1/10 penny dell'Africa occidentale Britannica, datate 1936 e 1939.

Nel 1907 furono introdotte monete in alluminio da 1⁄10 penny e in cupronichel da 1 penny. Entrambe erano forate. Nel 1908 il cupronichel sostituì l'alluminio nelle monete da 1⁄10 penny. Nel 1911 furono introdotte monete forate in cupronichel da 1⁄2 penny. Nel 1913 furono introdotte monete in argento da 3 e 6 pence e da 1 e 2 scellini. Nel 1920 l'ottone sostituì l'argento in questi tagli.
Nel 1938 furono introdotte monete più grandi in cupronichel da 3 pence, e il nichel-ottone sostituì l'ottone nei tagli maggiori. Nel 1952 il bronzo sostituì il cupronichel nelle monete da 1⁄10, 1⁄2 e 1 penny. Le ultime monete dell'Africa Occidentale Britannica furono coniate nel 1958.

## Banconote
Nel 1916 il West African Currency Board introdusse banconote da 2, 10 e 20 scellini, seguite da banconote da 1 scellino nel 1918. Dopo il 1918 furono emesse solamente banconote da 10 e 20 scellini, fino all'emissione delle banconote da 100 scellini nel 1953. Le ultime banconote furono prodotte nel 1962.